# أرزكان
أَرْزَكان هي قرية تاريخيَّة تقع في منطقة فارس على ساحل البحر.

## التسمية
أرزكان تُكتب بـِ "الفتح ثم السكون، وفتح الزاي، وكاف وألف، ونون".

## أعلام
نُسب إليها أبو عبد الرحمن عبد الله بن جعفر الأرزكاني، من الثقات الزهاد. سمع من يعقوب بن سفيان الفسوي وشاذان والزياداباذي. توفي سنة 314هـ / 926-927م.

### فهرس المنشورات
1. ↑  الحموي (1977)، ج. 1، ص. 149.
2. 1 2  الحموي (1977)، ج. 1، ص. 149-150.

### معلومات المنشورات كاملة
الكتب مرتبة حسب تاريخ النشر
ياقوت الحموي (1977)، معجم البلدان (ط. 1)، بيروت: دار صادر، OCLC:1014032934، QID:Q114913343